# Piet de Blaauw
Piet de Blaauw  (Nij Beets), is een Nederlands journalist en regisseur.
Na de rijksscholengemeenschap in Heerenveen bezocht De Blaauw de NHL Hogeschool. Zijn studie journalistiek aan de Hogeschool Utrecht werd afgesloten met een studiejaar aan de Deense Journalisthøjskole. Hierna studeerde hij Internationale betrekkingen aan de Universiteit van Amsterdam.

## Journalist
De Blaauw werkte jarenlang voor de omroep KRO-NCRV, met buitenlandreportages als specialisatie. Voor onder andere Het Radio 1 Journaal en Dagblad Trouw was De Blaauw correspondent in Scandinavië.
Vanaf 1996 werkte hij vanuit Kopenhagen als verslaggever voor het Radio 1 Journaal, Wereldomroep, Trouw en Het Parool. Vanaf 1999 werkte hij voor de KRONCRV-actualiteitenrubrieken Netwerk, Brandpunt, Brandpunt+, Nieuwsuur en het televisiemagazine Altijd Wat. Sinds 2019 is hij zelfstandig documentairemaker. 

## Regisseur
Als regisseur maakte hij sinds 2019 documentaires als Rusland en de MH17 , Rutte 1: Het Gedoogdrama en De twee gezichten van Ahmed Aboutaleb. 

## Erkenning
Meerdere van zijn documentaires werden genomineerd voor een Tegel. In 2018 werd de reportage ‘Oog om oog in Irak’ genomineerd, een verslag dat hij maakte met Tom Kleijn, Harry van de Westelaken, Klaas Wijbenga en Ali Aziz (KRONCRV).  In 2021 won hij samen met Jan Pieter Tuinstra voor De Sobibor Tapes - de vergeten interviews van Jules Schelvis De Tegel in de categorie Achtergrond. De documentaire toont de opstand van een groep gevangenen in vernietigingskamp Sobibor op 14 oktober 1943. 

## Prijzen
- De Tegel 2021